# 페도어 폰 보크
모리츠 알브레히트 프란츠 프리드리히 페도어 폰 보크(Moritz Albrecht Franz Friedrich Fedor von Bock: 1880년 12월 3일 ~ 1945년 5월 4일)는 제2차 세계 대전중 독일 육군의 원수이다.

## 생애
프로이센 왕국의 퀴스트린(Küstrin, 현재의 폴란드 코스트신나트오드롱(Kostrzyn nad Odrą))에서 태어났다. 1898년 제5근위보병연대에 사관후보생으로 입대했다. 제1차 세계 대전에서는 참모장교로써 종군하여 1918년 4월에는 프로이센의 최고위 프루-르-메리트 훈장(Pour le Mérite)을 수상했다. 대전 후에도 군비 제한을 당한 바이마르 공화국의 육군에 남아있었다. 1939년 제2차 세계 대전이 시작되자 폴란드 침공에서는 북부 집단군 사령관에 취임했고, 1940년 서방전격전에서는 B집단군사령관으로 지휘를 맡아 그 전공으로 인해 같은해 7월 육군원수로 승진했다.
1941년 6월 22일에 개시된 바르바로사 작전에서는 중부집단군사령관으로서 민스크, 스몰렌스크를 공략해 12월에는 예하부대가 모스크바 정면 30km까지 육박했으나, 소련군의 격렬한 반격과 맹렬한 추위로 인해 독일군의 공격은 둔화되어 그 책임을 물어 아돌프 히틀러에 의해 사령관에서 해임되었다.
그러나 1942년 1월 남부집단군 사령관 발터 폰 라이헤나우 원수가 병사하자, 남부집단군 사령관에 임명되었다. 그런데, 같은 해 여름 공세에 대한 작전지휘를 둘러싸고 또 다시 히틀러와 대립하여 7월에 다시 사령관직에서 해임되었다.
그 후 예비역으로 재편되어 현역으로는 복귀하지 못했으나, 1945년 4월 히틀러의 자살후 해군 총사령관으로 제국 대통령이 된 칼 되니츠 해군 원수의 요청에 의해 연합국과의 정전교섭의 임무를 맡았으나, 1945년 5월 3일에 키르 근교에서 탑승했던 차가 영국 전투기의 기총사격을 받고 중상을 입고 다음날 사망했다.
폴란드 침공 작전 이후 히틀러의 방침에 의해 전선 후방에서 광범위하게 이루어진 민간인 대량학살에 강력히 반대했었다. 한편 조카였던 헤닝 폰 트레슈코프 육군 소장에게서 반 히틀러 활동에 참가를 타진받았으나 이것을 거절했었다. 1945년 5월, 킬 근교에서 영국군 전투기의 기총소사를 받는 바람에 가족과 함께 총상을 입고 사망하였다.
| 전임 신설 | 제1대 북부 집단군 최고지휘관 1939년 8월 27일 - 1941년 6월 20일 | 후임 야전원수 빌헬름 리터 폰 레프 |

| 전임 (신설) | 제1대 B 집단군 최고지휘관 1939년 10월 12일 - 1940년 8월 | 후임 상급대장 막시밀리안 폰 바이흐스 |

| 전임 신설 | 제1대 중부 집단군 최고지휘관 1941년 6월 22일 - 1941년 12월 19일 | 후임 야전원수 귄터 폰 클루게 |

| 전임 야전원수 발터 폰 라이헤나우 | 제3대 남부 집단군 최고지휘관 1942년 1월 12일 - 1942년 7월 9일 | 후임 야전원수 에리히 폰 만슈타인 |